# Atti contrari alla pubblica decenza
La fattispecie di atti contrari alla pubblica decenza è prevista e punita dall'art. 726 del codice penale italiano, il quale prevede che «chiunque, in un luogo pubblico o aperto o esposto al pubblico, compie atti contrari alla pubblica decenza è soggetto alla sanzione amministrativa pecuniaria da euro 5.000 a euro 10.000».
L'art. 726 del Codice Penale è stato depenalizzato dal dlgs n. 8 del 16/01/2016, il quale prevede che il reato di atti contrari alla pubblica decenza è convertito in illecito punito da sanzione amministrativa.
L'importo elevato della sanzione è stato dichiarato incostituzionale nella sentenza n. 95/2022 della Corte costituzionale poiché irragionevolmente sproporzionato rispetto agli atti osceni colposi (sanzione da 51 a 309 euro) o altre violazioni oggettivamente più gravi e pericolose come l'eccesso di velocità di 60 km/h oltre il limite (punito con sanzione da 845 a 3.382 euro).

## Definizione di atto contrario alla pubblica decenza
La definizione di pubblica decenza consiste, secondo la giurisprudenza, in un insieme di regole etico-sociali, che tutelano la società dai comportamenti disapprovevoli in senso generale; non può però tradursi in una sanzione volta a conseguire un “puritanesimo forzato”, secondo la Corte di cassazione.
La considerazione di ciò che è contrario alla pubblica decenza si adegua alle caratteristiche del sentire comune del tempo. Per esempio alcuni comportamenti che nel secondo dopoguerra erano ascrivibili all'indecenza, sono oggi considerati non più disapprovevoli da parte della società italiana: si pensi al topless in spiaggia, ancora punito negli anni settanta del XX secolo, o al nudismo la cui liceità nei luoghi in cui è consueto è stata affermata dalla Corte costituzionale in anni abbastanza recenti.
È importante notare che il concetto di pubblica decenza (di carattere generale) va distinto da quello di pudore sessuale, con cui è spesso confuso: i comportamenti disapprovevoli in riferimento alla sfera sessuale ricadono infatti nel novero degli atti osceni in luogo pubblico, definiti all'art. 527 del codice penale.
Il d.lgs. 15 gennaio 2016, n. 8 ha depenalizzato il reato previsto nella versione iniziale del codice penale come contravvenzione, trasformandolo in illecito amministrativo.